# Internationale Hegel-Vereinigung
Die Internationale Hegel-Vereinigung ist ein wissenschaftlicher Verein zur Förderung der Forschung im Sinne des Denkens von Georg Wilhelm Friedrich Hegel. Sie wurde 1962 von Hans-Georg Gadamer, Alexandre Koyré, und Joachim Ritter in Heidelberg um der zu jener Zeit noch streng marxistisch-leninistisch orientierten Hegel-Gesellschaft eine Alternative gegenüberzustellen. Ihr Präsident war zwischen März 2007 und Juni 2017 Axel Honneth. Seit Juni 2017 ist Dina Emundts ihre neue Präsidentin. Die Geschäftsstelle befindet sich am Philosophischen Seminar der Universität Heidelberg.
Der Verein veranstaltet alle sechs Jahre einen Hegel-Kongress in Stuttgart. Seine Veröffentlichungen sind bis 1980 als Beihefte der Hegel-Studien erschienen; seither werden sie als eigenständige Reihe im Klett-Cotta Verlag veröffentlicht. Seit 1970 vergibt die Internationale Hegel-Vereinigung alle drei Jahre zusammen mit der Stadt Stuttgart den internationalen Hegel-Preis.

## Liste der Präsidenten
- 1970–0000: Dieter Henrich[3]
- 1987–1996: Hans Friedrich Fulda[4]
- 1996–2007: Rüdiger Bubner[5]
- 2007–2017: Axel Honneth[6]
- 2017–0000: Dina Emundts